# Neele Vollmar
Neele Leana Vollmar (* 9. Dezember 1978 in Bremen) ist eine deutsche Filmregisseurin und Drehbuchautorin.

## Leben und Werdegang
Neele Leana Vollmar wuchs in Stenum in Niedersachsen auf. Nach ihrem Abitur 1998 arbeitete sie als Regieassistentin bei verschiedenen Filmproduktionen. Von 2000 bis 2005 studierte Vollmar an der Filmakademie Baden-Württemberg in Ludwigsburg, wo u. a. der Kurzfilm Meine Eltern entstand. Der Film wurde weltweit auf rund 250 Festivals gezeigt und gewann zahlreiche Preise. Ihr Abschlussfilm Urlaub vom Leben eröffnete 2005 die Hofer Filmtage und kam 2006 in die Kinos.
Nach dem Studium gründete sie zusammen mit Caroline Daube die Produktionsfirma Royal Pony Film in München, mit der sie 2008 Friedliche Zeiten nach der gleichnamigen Erzählung von Birgit Vanderbeke realisierte.
2009 verfilmte Vollmar die Filmkomödie Maria, ihm schmeckt’s nicht! nach dem Bestseller von Jan Weiler.
Zwischen 2013 und 2018 widmete sich Vollmar dem Kinderfilm. Zuerst brachte sie zwei Bücher von Andreas Steinhöfel in die Kinos: Rico, Oskar und die Tieferschatten gewann als bester Kinderfilm 2015 den Deutschen Filmpreis, den Bayerischen Filmpreis und den Gilde Filmpreis. Ebenfalls wurde er beim Goldenen Spatz und auf dem Schlingel Festival ausgezeichnet. Es folgte 2016 Rico, Oskar und der Diebstahlstein. 2018 begannen die Dreharbeiten zu Mein Lotta-Leben - Alles Bingo mit Flamingo!, der erste Film zu der erfolgreichen und gleichnamigen Buchreihe von Alice Pantermüller und Daniela Kohl. 2019 eröffnete der Film das Kinderfilmfest in München und kam im Sommer 2019 in die Kinos.
Im gleichen Jahr verfilmte Vollmar den Roman Auerhaus von Bov Bjerg, zu dem sie auch das Drehbuch schrieb. Auerhaus gewann 2020 den Gryphon Award Best Film Generator +18 beim Giffoni Film Festival, den Publikumspreis beim Goldenen Spatz 2020 und einen Darstellerpreis auf dem Omladinski Film Fest in Sarajevo.
Seit 2020 doziert Neele Leana Vollmar an der Filmakademie Baden-Württemberg.
Sie ist Mitglied der Deutschen Filmakademie und der Europäischen Filmakademie.
Neele Leana Vollmar lebt mit ihrer Familie in München.

## Filmografie (Auswahl)
- 2003: Meine Eltern (Kurzfilm)
- 2005: Urlaub vom Leben
- 2008: Friedliche Zeiten
- 2008: Einheitsmelodie (Kurzfilm)
- 2009: Maria, ihm schmeckt’s nicht!
- 2014: Rico, Oskar und die Tieferschatten
- 2016: Rico, Oskar und der Diebstahlstein
- 2019: Mein Lotta-Leben – Alles Bingo mit Flamingo!
- 2019: Auerhaus
- 2025: Levi Strauss und der Stoff der Träume (Fernsehfilm 4-teilig)